# Boscaler de Sakhalín
El boscaler de Sakhalín (Helopsaltes amnicola; syn: Locustella amnicola) és una espècie d'ocell de la família dels locustèl·lids (Locustellidae). Nidifica a l'Extrem Orient Rus (Illa de Sakhalín, costa est de Sibèria i península de Kamtxatka) i al nord del Japó (Hokkaido), així com a les illes Kurils. Passa l'hivern a la Wallacea i l'oest de Nova Guinea El seu hàbitat el conformen boscos, matollars, herbassars i zones aquàtiques de l'interior. El seu estat de conservació es considera de risc mínim.

## Taxonomia
Segons la llista mundial d'ocells del Congrés Ornitològic Internacional (versió 13.2, agost 2023) aquest tàxon estaria classificat en el gènere Helopsaltes. Tanmateix, altres obres taxonòmiques, com el Handook of the Birds of the World i la quarta versió de la BirdLife International Checklist of the birds of the world (Desembre 2019), el classifiquen dins del gènere Locustella.